# Günter Imhäuser
Günter Imhäuser (* 18. August 1912 in Olpe; † 17. September 1996 in Köln), auch Günther Imhäuser, war ein deutscher Orthopäde und Hochschullehrer. Zuletzt war er emeritierter Ordinarius für Orthopädie an der Universität Köln.

## Leben
Als Spross einer Kaufmannsfamilie wuchs Imhäuser mit fünf Geschwistern in Westfalen auf. Von 1931 bis 1936 studierte er Medizin an der Ludwig-Maximilians-Universität München, der Westfälischen Wilhelms-Universität Münster und der Universität Hamburg. Der Approbation als Arzt und der Promotion zum Dr. med. im Dezember 1937 folgte die orthopädische Ausbildung an der Hamburger und der Leipziger Universitätsklinik (bei Franz Schede). Als Facharzt und Oberarzt habilitierte er sich 1943 über intrapelvine Pfannenvorwölbungen und 1944 wurde er Dozent der Universität Leipzig.

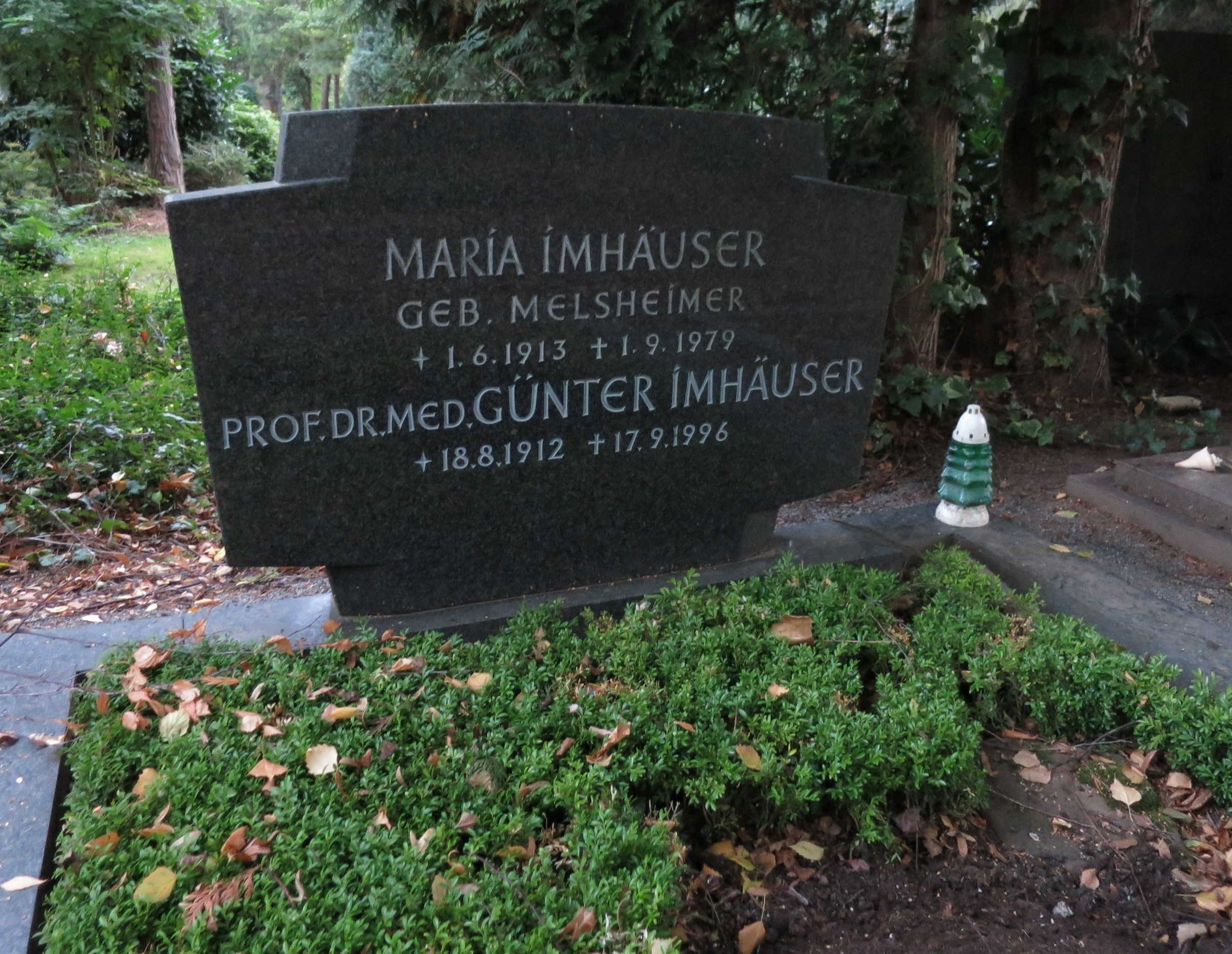
Grabstätte

In der Nachkriegszeit baute er ab 1948 die große Orthopädische Klinik Wursterheide, heute Langen-Debstedt, auf. Er leitete sie bis 1952, als er die chefärztliche Leitung der Städtischen Orthopädischen Klinik Dortmund von seinem Vorgänger Max Brandes übernahm. Im selben Jahr wurde er außerplanmäßiger Professor der Universität Hamburg.
Im Jahr 1966 folgte er dem Ruf der Universität Köln auf ihren Lehrstuhl für Orthopädie. Zuvor hatte er Berufungen auf die Lehrstühle der Justus-Liebig-Universität Gießen, der Freien Universität Berlin, der Christian-Albrechts-Universität Kiel und der Universität Hamburg abgelehnt. Nach Köln geholt hatte ihn sein Freund und Vorgänger M. Hackenbroch d. Ä. Die Zeit nach seiner Emeritierung (1978) war erfüllt durch wissenschaftliches Arbeiten und internationale Vortragstätigkeit.
Er war Mitglied der katholischen Studentenverbindung K.St.V. Südmark München im KV.
Imhäuser starb 1996 im Alter von 84 Jahren und wurde auf dem Kölner Friedhof Melaten (Flur 83) beigesetzt.

## Schaffen
Aus eher konservativen Schulen stammend, hat Imhäuser die Entwicklung des Fachs Orthopädie in Deutschland in wichtigen Facetten mitgestaltet. Zunächst widmete er sich der Protrusio acetabuli und der Chondrolyse. Zur Korrektur der Jugendlichen Hüftkopflösung entwickelte er die intertrochantere Umstellungsosteotomie des oberen Femurendes. Die dreidimensionale Valgisierung, Extension und Derotation bringt den abgerutschten Femurkopf unter das Pfannendach. Die Imhäuser-Osteotomie gehört zu den schwierigsten Eingriffen der Orthopädischen Chirurgie und hat sich nicht überlebt. Imhäusers Namen trägt auch die axiale Röntgenaufnahme des Hüftgelenks, in der Schaft und Hals des Oberschenkelknochens in einer Linie fluchten. Sie erlaubt eine zuverlässige Messung vom Abrutschwinkel gelöster Femurköpfe. Die korrekte Einstellung ist nur unter Durchleuchtung möglich.
Imhäusers besonderes Interesse galt den Fußdeformitäten, besonders dem Klumpfuß. Schon 1957 vertrat er die Auffassung, dass der sog. Hackenfuß des Säuglings nur eine Redression benötigte. Der kindliche Knickfuß sei nur ein physiologisches Stadium der normalen Fußentwicklung und daher nicht behandlungsbedürftig.

## Mitgliedschaften und Ehrungen
- Vorsitzender der Nordwestdeutschen Orthopädenvereinigung 1953
- 30 Jahre Vorstandsmitglied der DGOT
- Präsident der DGOT 1967[4]
- 19 Jahre Mitglied des Beirates für Orthopädietechnik beim Bundesministerium für Arbeit und Soziales
- Erich-Lexer-Preis 1980[5]
- Großes Bundesverdienstkreuz 1987[6]
- Ehrenmitglied der Österreichischen, Deutschen, Französischen, Ungarischen, Japanischen und Thailändischen Orthopädischen Gesellschaften
- Ehrenmitgliedschaft der Deutschen Gesellschaft für Orthopädische Fußchirurgie

## Imhäuser-Preis der D.A.F.
In Würdigung der wissenschaftlichen Verdienste um die Fußpathologie und die Erforschung und Therapie von Fußdeformitäten verlieh die D.A.F. (Deutsche Assoziation für Fuß und Sprunggelenk e.V.) Imhäuser 1994 die Ehrenmitgliedschaft. In Erinnerung an ihr erstes Ehrenmitglied schrieb sie einen nach ihm benannten Wissenschaftspreis aus. Der mit 2.500 EUR dotierte Imhäuser-Preis wird alljährlich für eine Publikation auf dem Gebiet der Fußchirurgie oder der technischen Fußorthopädie verliehen.

## Publikationen (Auswahl)
- The Idiopathic Clubfoot and its Treatment. Stuttgart / New York 1986, ISBN 3-13-665201-0.
- Der Fuß. Bruchsal 1979.
- Die pubertären Hüfterkrankungen. In: Orthopädie in Praxis und Klinik. 1985.
- Opération decompressive dans l’arthrose de la hanche, Technique de Brandes. In: Revue de Chirurgie Orthopédique et Réparatrice de l’appareil moteur. 1964.
- Irrtümer in der Beurteilung kindlicher Hüftgelenke durch die konventionelle Röntgentechnik. In: Zeitschrift für Orthopädie. Band 120, 1982.
- The Muscle Releasing Operation for Coxarthrosis. Stuttgart 1986.